# Elias Nicolai

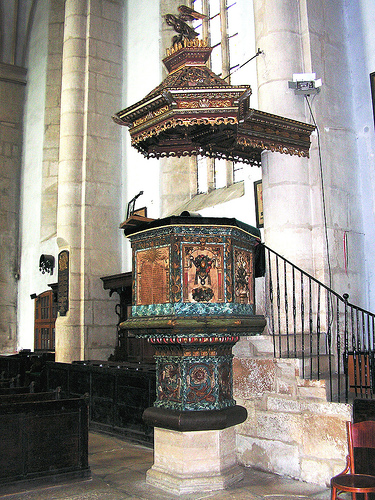
Amvonul Bisericii Reformate de pe Ulița Lupilor din Cluj

Elias Nicolai (sec. al XVII-lea) a fost un sculptor de origine incertǎ, membru al breslei zidarilor din Sibiu începând cu anul 1638.
A realizat numeroase pietre de mormânt caracterizate prin reprezentarea defunctului în chip de gisant.
Ornamentele sunt de origine renascentistă, dar tratat într-o viziune barocizantă.

## Opere
- Amvonul Bisericii Reformate Centrale din Cluj (1646)
- Ornamentele castelului Bethlen de la Criș
- Lespedea de mormânt a Barbarei Schlemmer († 1620), Biserica Sf. Margareta din Mediaș
- Lespedea de mormânt a lui Stephanus Mann († 1647), Biserica din deal din Sighișoara
- Sarcofagul lui Gheorghe Apaffy († 1635), Muzeul de Arte Frumoase din Budapesta
- Lespedea de mormânt a lui Matei Basarab († 1654), Mănăstirea Arnota, Vâlcea
- Pietrele de mormânt ale lui G. Heltner, (Ṫ1640, A Theilesius, Ṫ1646, Chr.Barth, Ṫ1652, Mateiaș, fiul adoptiv  al lui Matei Basaram,Ṫînainte de 1654, Valentinus Frank, Ṫ1648 etc,)
- Pietre decorative la castelul Criș.